# Anatoli Dourov
Pour les articles homonymes, voir Dourov.
Anatoli Leonidovitch Dourov (en russe : Анатолий Леони́дович Ду́ров), né le 8 décembre 1864 à Moscou et mort le 7 janvier 1916 à Marioupol, est un clown et un dresseur d'animaux russe de renom, le premier de l'illustre famille du cirque russe. Son frère Vladimir Dourov est également un artiste de cirque, fondateur de la ménagerie Dourov de Moscou.

## Biographie
Né fils de policier, Anatoli perd sa mère à l'âge de cinq ans et son père peu après. Son parrain, l'avocat Zakharov, se charge alors de l'élever. Le jeune homme quitte la maison en 1880, pour intégrer la troupe de cirque Weinstock, où il se produit comme acrobate, funambule et plus tard comme clown. Il développe des numéros avec des mises en scène incluant les animaux. Contrairement à la coutume de l'époque, il ne prend pas de nom de scène et lors des représentations comiques s'habille avec un costume trois pièces au lieu de revêtir un déguisement grotesque. Il est l'un des artistes ayant marqué l'histoire du Cirque de Moscou du boulevard Tsvetnoï.  
L'artiste décède lors d'une tournée à Marioupol d'une fièvre typhoïde.